# Ciclo Montesa
El Ciclo Montesa, conegut també com a Montesa Ciclo, fou un model de ciclomotor que fabricà Montesa entre 1965 i 1972. Al llarg de la seva vida comercial se'n fabricaren tres versions gairebé idèntiques, totes elles amb les següents característiques generals: motor de dos temps monocilíndric refrigerat per aire de 48,7 cc, bastidor monobiga o "espina de peix" en tub d'acer autoportant, frens de tambor i amortidors de forquilla convencional davant i telescòpics darrere. Del Ciclo Montesa se'n va fer una versió especial per al mercat nord-americà, gairebé idèntica tret d'alguns detalls estètics, que es comercialitzà de 1968 a 1973 amb el nom de Montesa Indiana.

## Història
Montesa començà la producció de ciclomotors a gran escala a mitjan dècada de 1960, ja que la major capacitat de producció que li proporcionà la nova fàbrica d'Esplugues de Llobregat li permeté d'expandir la seva gamma de producte. Aquesta activitat es mantingué en alça fins als inicis de la dècada de 1970, quan passà a ser complementària del desenvolupament de models de fora d'asfalt, sector que des d'aleshores esdevingué el principal de l'empresa. Els ciclomotors Montesa acostumaven a ser una reproducció a escala reduïda dels models superiors de la marca i duien motors de la firma alemanya Jlo (concretament, del model G50), els quals fabricava sota llicència l'empresa catalana.

## Versions

### Llista de versions produïdes
| Versió                    | Id. Model                 | Anys                      | Núm. Sèrie                | Unitats | Color dipòsit                     |
| ------------------------- | ------------------------- | ------------------------- | ------------------------- | ------- | --------------------------------- |
| 65                        | 17M                       | 1965 - 1967               | 17M0001-                  | 29.900  | Vermell                           |
| 65-2                      | 17M                       | 1965 - 1967               | 17M0001-                  | 29.900  | Vermell amb franja negra inferior |
| 68                        | 17M                       | 1968 - 1972               | 17M0001-                  | 29.900  | Vermell amb orla groga            |
| Total d'unitats produïdes | Total d'unitats produïdes | Total d'unitats produïdes | Total d'unitats produïdes | 29.900  |                                   |

1. ↑  El total inclou les unitats produïdes del model Indiana entre 1968 i 1973

### 65
La primera versió es conegué també com a Ciclo Montesa "A1".
Fitxa tècnica
| Ciclo Montesa | Ciclo Montesa   | Ciclo Montesa |
| --- | --------------- | ------------- |
| Id. Model | 17M             |               |
| Núm. Sèrie | 17M0001-        |               |
| Anys | 1965 - 1967     |               |
| CC | 48,76           |               |
| Diàmetre x Carrera | 38 x 43 mm      |               |
| Compressió | 8:1             |               |
| CV | 1,6 a 5.500 rpm |               |
| Carburador | Irz 8-VM 10 mm  |               |
| Canvi | 3 velocitats    |               |
| Suspensió davant | Telescòpica     |               |
| Suspensió darrera | Oscil·lant      |               |
| Pneumàtic davant | 2,25 x 18"      |               |
| Pneumàtic darrera | 2,25 x 18"      |               |
| Frens davant | Tambor 100 mm   |               |
| Frens darrera | Tambor 100 mm   |               |
| Pes en sec | 52 kg           |               |
| Capacitat dipòsit | 9 l             |               |
| Color dipòsit | Vermell         |               |
| \| • Altres \| \| ---------------------------------------------------------------------- \| \| - Velocitat màxima: 40 km/h - Consum: 1,5 l/100 km - Autonomia: 600 km \| |                 |               |
| • Altres |                 |               |
| - Velocitat màxima: 40 km/h - Consum: 1,5 l/100 km - Autonomia: 600 km                                                                                                   |                 |               |

### 65-2
Fitxa tècnica
| Ciclo Montesa "65-2" | Ciclo Montesa "65-2"              | Ciclo Montesa "65-2" |
| --- | --------------------------------- | -------------------- |
| Id. Model | 17M                               |                      |
| Núm. Sèrie | 17M0001-                          |                      |
| Anys | 1965 - 1967                       |                      |
| CC | 48,76                             |                      |
| Diàmetre x Carrera | 38 x 43 mm                        |                      |
| Compressió | 8:1                               |                      |
| CV | 1,6 a 5.500 rpm                   |                      |
| Carburador | Irz 8-VM 10 mm                    |                      |
| Canvi | 3 velocitats                      |                      |
| Suspensió davant | Telescòpica                       |                      |
| Suspensió darrera | Oscil·lant                        |                      |
| Pneumàtic davant | 2,25 x 18"                        |                      |
| Pneumàtic darrera | 2,25 x 18"                        |                      |
| Frens davant | Tambor 100 mm                     |                      |
| Frens darrera | Tambor 100 mm                     |                      |
| Pes en sec | 52 kg                             |                      |
| Capacitat dipòsit | 9 l                               |                      |
| Color dipòsit | Vermell amb franja negra inferior |                      |
| \| • Altres \| \| ---------------------------------------------------------------------- \| \| - Velocitat màxima: 40 km/h - Consum: 1,5 l/100 km - Autonomia: 600 km \| |                                   |                      |
| • Altres |                                   |                      |
| - Velocitat màxima: 40 km/h - Consum: 1,5 l/100 km - Autonomia: 600 km                                                                                                   |                                   |                      |

### 68
Fitxa tècnica
| Ciclo Montesa "68" | Ciclo Montesa "68"     |
| --- | ---------------------- |
| Id. Model | 17M                    |
| Núm. Sèrie | 17M0001-               |
| Anys | 1968 - 1972            |
| CC | 48,76                  |
| Diàmetre x Carrera | 38 x 43 mm             |
| Compressió | 9:1                    |
| CV | 1,6 a 6.400 rpm        |
| Carburador | IRZ 10/14M 10 mm       |
| Canvi | 3 velocitats           |
| Suspensió davant | Telescòpica            |
| Suspensió darrera | Oscil·lant             |
| Pneumàtic davant | 2,25 x 18"             |
| Pneumàtic darrera | 2,25 x 18"             |
| Frens davant | Tambor 100 mm          |
| Frens darrera | Tambor 100 mm          |
| Pes en sec | 48,5 kg                |
| Capacitat dipòsit | 9 l                    |
| Color dipòsit | Vermell amb orla groga |
| \| • Altres \| \| ----------------------------------------------------------------------------- \| \| - Longitud total: 1.830 mm - Consum: 1,5 l/100 km - Velocitat màxima: 40 km/h \| |                        |
| • Altres |                        |
| - Longitud total: 1.830 mm - Consum: 1,5 l/100 km - Velocitat màxima: 40 km/h |                        |